# 郑德玄
郑德玄（？—？），字文通，荥阳郡开封县（今河南省开封市祥符区）人，郑羲的堂兄。

## 生平

### 起兵应坦之
元嘉二十七年（450年），刘宋北伐，南平王刘铄派胡盛之从汝南出兵、到坦之从上蔡出兵，进攻长社，北魏长社戍主鲁爽弃城逃走，刘铄派幢主王阳儿、张略等人占据了小索，北魏豫州刺史仆兰从大索发步兵、骑兵两千人进攻王阳儿，被王阳儿打的大败。不久到坦之向大索进军，北魏荥阳百姓郑德玄与张和各自起兵响应到坦之，仆兰逃到虎牢。北魏派永昌王拓跋仁救援虎牢，到坦之被击败后逃走。

### 臧鲁之乱
刘宋孝建元年（454年）二月，臧质和鲁爽起兵反叛，鲁爽派郑德玄前往占据了大岘，郑德玄分别派遣低级军官杨胡兴和刘蜀领骑兵步兵三千人进攻历阳。历阳守将薛安都派遣宗越以步兵骑兵五百人在历阳城西十余里抵御攻击，大败并斩杀了杨胡兴和刘蜀。郑德玄又派司马梁严驻扎于岘东，薛安都部下幢主周文恭早晨前往侦查，因而趁机偷袭梁严，将他们悉数擒获，郑德玄不敢发兵前往。

### 归附北魏
魏献文帝拓跋宏初年，郑德玄从淮南归附北魏，出任荥阳郡太守，后改任使持节、冠军将军、豫州刺史，封阳武侯，死后，谥号靖。

## 家族

### 子女
- 郑颖考，北魏荥阳郡太守、开封惠侯
- 郑氏，嫁北魏司空、清渊县文穆公李冲[1]